# Тоба (народ)
Тоба — один из индейских народов группы гуайкуру, проживающий на территории Аргентины, Парагвая и Боливии. Общая численность, по оценкам, достигает 70,4 тысячи человек, из них 69,5 тысячи в Аргентине (в провинции Санта-Фе и в восточных областях провинций Чако и Формоса), 0,7 тысячи в Парагвае (на правом берегу реки Парагвай в южной части страны) и 0,2 тысячи в Боливии (в департаменте Тариха на юге страны); по другим оценкам численность народа может достигать 130 тысяч человек. Говорят на языке тоба, имеющем письменность на основе латинского алфавита (этим языком, изначально являвшимся одним из диалектов абипонского, владеет более 40 тысяч человек), и на испанском; в настоящее время исповедуют в основном католицизм, хотя немалое число придерживается традиционных верований (шаманизма); при этом тоба в прошлом были известны своим активным сопротивлением христианизации. Слово «тоба» в переводе с языка гуарани означает «живущие напротив» (то есть на «противоположном» относительно самих гуарани берегу реки Парагвай).
До прихода испанских колонизаторов тоба занимались в основном охотой и собирательством, а также примитивным земледелием. В XVII веке они переняли у испанцев огнестрельное оружие и лошадей, вскоре, как и кадивеу, получив репутацию умелых наездников, пользующихся во время охоты и сражений копьями и луками. Тоба, проживавшие в области Гран-Чако на севере Аргентины, фактически не подчинялись правительству вплоть до 1880-х годов, когда в ходе военной кампании лишились большей части своих земель. По состоянию на начало XX века, согласно «New International Encyclopedia», продолжали оказывать белым вооружённое сопротивление, прекратившееся лишь после подавления крупного восстания в 1916 году. Со второй половины XX века вследствие потери земель и разрушения традиционного образа жизни многие тоба столкнулись с нищетой и голодом, что привело к началу в 2008 году массовых протестов с требованием возвращения им их исконных земель в Формосе.